# Gornja Prekopa
Gornja Prekopa (Duits: Oberprekopa) is een plaats in Slovenië en maakt deel uit van de gemeente Kostanjevica na Krki in de NUTS-3-regio Spodnjeposavska. De plaats telde 112 inwoners op 1 januari 2020.